# Luis de Carlos
Luis de Carlos (Madrid, 16 marzo 1907 – Madrid, 27 maggio 1994) è stato un dirigente sportivo spagnolo.

## Carriera
De Carlos fu eletto presidente del Real Madrid dopo la morte di Santiago Bernabéu. Durante la sua carica la squadra vinse due campionati spagnoli (1978 - 1979 e 1979 - 1980), due coppe spagnole (1979 - 1980 e 1981 - 1982) e la Coppa UEFA 1984 - 1985, ma perse la finale della Coppa dei campioni 1980 - 1981 contro il Liverpool e perse la finale della Coppa delle Coppe 1982 - 1983 contro l’Aberdeen.
Non partecipò alle elezioni del 1985 e gli successe Ramón Mendoza.
| Controllo di autorità | LCCN (EN) no2024043240 |